# Wilhelm Stegerwald
Wilhelm Stegerwald (* 16. Mai 1916 in Köln; † 17. April 1982 in Lappersdorf) war ein deutscher Politiker der CSU.

## Leben und Beruf
Wilhelm Stegerwald war das jüngste von sechs Kindern von Adam Stegerwald. Er besuchte das humanistische Gymnasium und die höhere Handelsschule, danach war er Volontär bei einer Versicherung. Dort war er nach Ablegen seiner Prüfung als Sachbearbeiter in der mathematischen Abteilung tätig. Im Zweiten Weltkrieg kam er im Osten zum Einsatz und zog sich dabei eine schwere Verwundung zu. 1945 wurde er als Oberleutnant entlassen. Danach übernahm er die Leitung der Verwaltungsstelle der AOK in Füssen. Nach seinem Wechsel in den Landkreis Neumarkt war er dort Kreisvorsitzender des Bayerischen Roten Kreuzes. Später ging er als Konsul nach Edmonton.

## Politik
Stegerwald schloss sich der von seinem Vater mitbegründeten CSU an, übernahm dort den Kreisvorsitz und gehörte dem Landesausschuss an. Nachdem er zunächst dem Kreistag des Landkreises Füssen angehört hatte, wurde er im Mai 1946 zum Landrat des Landkreises Neumarkt in der Oberpfalz gewählt. In diesem Amt blieb er zwei Jahre lang. Bei der Landtagswahl 1946 gewann er ein Mandat im Bayerischen Landtag. Aus diesem schied er am 12. März 1949 aus persönlichen Gründen aus. Sein Nachfolger wurde Franz Schöner.